# Powers Boothe
Powers Allen Boothe (ur. 1 czerwca 1948 w Snyder, zm. 14 maja 2017 w Los Angeles) – amerykański aktor filmowy, telewizyjny i teatralny.

## Życiorys

### Wczesne lata
Urodził się w Snyder w Teksasie jako syn Emily K. Reeves i Merrilla V. Boothe. Ukończył Southwest Texas State College i Południowy Uniwersytet Metodystów.  
Po ukończeniu college’u zadebiutował jako aktor teatralny na Oregońskim Festiwalu Szekspirowskim. W 1974, podczas New York Shakespeare Festival, wystąpił w sztuce szekspirowskiej Ryszard III jako Herbert, obywatel, strażnik i lord w nowojorskim Lincoln Center w Mitzi E. Newhouse Theater, a w 1978 w roli Roderigo w Otello w nowojorskim Roundabout Theatre. W 1979 miał miejsce jego debiut na Broadwayu w Century Theatre jako Roy w Lone Star i Natwick w Pvt. Wars.

### Kariera
W 1980 wystąpił w głównej roli w filmie telewizyjnym Tragedia Gujana: The Story of Jim Jones zyskując uznanie krytyków i nagrodę Emmy dla najlepszej pierwszoplanowej roli męskiej, pokonując tak uznanych konkurentów jak Henry Fonda i Jason Robards.
Uznanie krytyków otworzyło mu drogę do kariery aktorskiej, której szczyt przypadł na lata 80. i 90. XX w. Wystąpił wtedy m.in. w filmach: Nienawiść, Śmiertelne manewry, Samotny łowca, Czerwony świt, Szmaragdowy las. W 1989 roku zagrał rolę gen. Wasilija Czujkowa w radzieckiej megaprodukcji Stalingrad. W latach 90. pojawił się m.in. w westernie Tombstone (1993), dramacie Błękit nieba (1994), a także filmach Olivera Stone’a - Nixon (1995) i Droga przez piekło (1997). Najbardziej znanym filmem z jego udziałem po roku 2000 był Sin City 2 - Damulka warta grzechu (2014), w którym wcielił się w rolę senatora Roarka. 
Również użyczył swojego głosu różnym postaciom gier wideo (Area 51, Turok) i kreskówek, m.in. Liga Sprawiedliwych (2001–2004) i Liga Sprawiedliwych bez granic (2004–2006). Największą produkcją telewizyjną tego okresu z udziałem Boothe'a był serial 24 godziny (2007–2008) i jego jednoodcinkowa wersja 24 godziny: Wybawienie (2008). Podczas kampanii prezydenckiej w 2008, użyczył swojego głosu jako narrator spotów senatora Johna McCaina.

### Życie osobiste
W 1969 ożenił się z Pamelą Cole, z którą miał dwoje dzieci. Mieszkał w Los Angeles, gdzie prowadził hodowlę koni. Prowadził również prywatną galerię sztuki.
Zmarł 14 maja 2017 w swoim domu podczas snu.

## Wybrana filmografia
| Rok       | film fabularny/serial TV                              | Rola                             |
| --------- | ----------------------------------------------------- | -------------------------------- |
| 1977      | Dziewczyna na pożegnanie (The Goodbye Girl)           | Richard III Cast                 |
| 1980      | Zadanie specjalne (Cruising)                          | Hankie Salesman                  |
| 1980      | Guyana Tragedy: The Story of Jim Jones (TV)           | Jim Jones                        |
| 1981      | Śmiertelne manewry (Southern Comfort)                 | Hardin                           |
| 1984      | Czerwony świt (Red Dawn)                              | Andy                             |
| 1984      | Samotny łowca (A Breed Apart)                         | Mike Walker                      |
| 1985      | Szmaragdowy las (The Emerald Forest)                  | Bill Markham                     |
| 1987      | Nienawiść (Extreme Prejudice)                         | Cash Bailey                      |
| 1987      | Czwarta Rzesza (Into the Homeland, HBO)               | Jackson Swallow                  |
| 1988      | Włamywacze (The Spree)                                | Bram                             |
| 1989      | Stalingrad                                            | Wasilij Czujkow                  |
| 1990      | Rodzina szpiegów (Family of Spies, serial TV)         | John A. Walker Jr.               |
| 1990      | Śmierć przychodzi o świcie (By Dawn's Early Light)    | Cassidy                          |
| 1992      | Huragan ognia (Rapid Fire)                            | Mace Ryan                        |
| 1993      | Tombstone                                             | Curly Bill                       |
| 1993      | Marked for Murder (TV)                                | Mace Moutron                     |
| 1994      | Błękit nieba (Blue Sky)                               | Vince Johnson                    |
| 1994      | Pajęczyna kłamstw (Web of Deception, TV)              | psycholog Philip Benesch         |
| 1995      | Nagła śmierć (Sudden Death)                           | Joshua Foss                      |
| 1995      | Nixon                                                 | Alexander M. Haig                |
| 1996      | Dalva                                                 | Sam                              |
| 1997      | Prawdziwe kobiety (True Women)                        | Bartlett McClure                 |
| 1997      | Droga przez piekło (U-Turn)                           | szeryf Virgil Potter             |
| 1999      | Joanna d’Arc (TV)                                     | Jacques                          |
| 2000      | Siła i honor (Men of Honor)                           | Kapitan Pullman                  |
| 2001      | Attyla (TV)                                           | Aecjusz Flawiusz                 |
| 2001-2004 | Liga Sprawiedliwych (Justice League)                  | Gorilla Grodd (głos)             |
| 2002      | Ręka Boga (Frailty)                                   | Agent Wesley Doyle               |
| 2003      | Tożsamość mordercy (Second Nature)                    | Kelton Reed                      |
| 2004-2006 | Liga Sprawiedliwych bez granic                        | Grodd (głos)                     |
| 2005      | Sin City: Miasto grzechu (Sin City)                   | Senator Roark                    |
| 2006      | Superman: Brainiac Attacks                            | Lex Luthor (głos)                |
| 2007-2008 | 24 godziny                                            | Prezydent Noah Daniels           |
| 2008      | 24 godziny: Wybawienie                                | Prezydent Noah Daniels           |
| 2008      | Edison i Leo (Edison and Leo)                         | George T. Edison                 |
| 2008–2009 | Ben 10: Obca potęga                                   |                                  |
| 2010      | MacGruber                                             | pułkownik Faith                  |
| 2010      | 24 godziny                                            | Wiceprezydent Noah Daniels       |
| 2011      | The Looney Tunes Show                                 |                                  |
| 2012      | Hatfields & McCoys                                    | Sędzia Valentine 'Wall' Hatfield |
| 2012      | Avengers (Marvel's The Avengers)                      |                                  |
| 2012-2014 | Nashville (serial telewizyjny)                        | Lamar Wyatt                      |
| 2013      | Straight A's                                          | ojciec                           |
| 2014      | Sin City 2 - Damulka warta grzechu                    | Senator Roark                    |
| 2015-2016 | Agenci T.A.R.C.Z.Y. (Marvel's Agents of S.H.I.E.L.D.) | Gideon Malick                    |

## Nagrody
- Nagroda Emmy 1980 – za rolę Jimego Jonesa w filmie Guyana Tragedy: The Story of Jim Jones